# أليكس راسل (ممثل)
ألكسندر «أليكس» راسل  (بالإنجليزية: Alex Russell) (مواليد 11 ديسمبر 1987) ممثل أسترالي، له عدة مشاركات في سينمائية منها دوره في فيلم الرعب كاري (2013) بطولة كلوي موريتز، جودي جرير.

## نشأته
ولد راسل في بريسبان ونشأ في روكهامبتون، كوينزلاند. وهو نجل الدكتور الجراح أندرو راسل والممرضة فرانسيس راسل. لديه أخ أصغر بدعى دومينيك، وأخت أصغر، تدعى جورجيانا. أنهى دراسته في مدرسة روكهامبتون النحوية في عام 2004، التحق بعد ذلك بالمعهد الوطني للفنون المسرحية في سيدني.

## روابط خارجية
- أليكس راسل على موقع IMDb (الإنجليزية)
- أليكس راسل على موقع ألو سيني (الفرنسية)
- أليكس راسل على موقع أول موفي (الإنجليزية)
- أليكس راسل على موقع بوكس أوفيس موجو (الإنجليزية)
- أليكس راسل على موقع قاعدة بيانات الأفلام السويدية (السويدية)
- أليكس راسل على موقع قاعدة بيانات الفيلم (الإنجليزية)
- أليكس راسل على موقع كينوبويسك (الروسية)